# Gingri socken
Gingri socken i Västergötland ingick i Ås härad och är sedan 1974 en del av Borås kommun, från 2016 inom Fristad-Gingri distrikt.
Socknens areal är 20,73 kvadratkilometer varav 20,81 land. År 1991 fanns här 1 331 invånare.  Sockenkyrka är sedan 1850 Fristads kyrka i Fristads socken. Den tidigare kyrkbyn Gingri ligger i socknen.   

## Administrativ historik
Socknen har medeltida ursprung.  
Vid kommunreformen 1862 övergick socknens ansvar för de kyrkliga frågorna till Gingri församling och för de borgerliga frågorna bildades Gingri landskommun. Landskommunen uppgick 1952 i Fristads landskommun som 1974 uppgick i Borås kommun. Församlingen uppgick 1992 i Fristad-Gingri församling som 2010 uppgick i Fristads församling.
1 januari 2016 inrättades distriktet Fristad-Gingri, med samma omfattning som Fristad-Gingri församling hade 1999/2000, och vari detta sockenområde ingår.
Socknen har tillhört län, fögderier, tingslag och domsagor enligt vad som beskrivs i artikeln Ås härad. De indelta soldaterna tillhörde Älvsborgs regemente, Ås kompani och Västgöta regemente, Elfsborgs kompani.

## Geografi
Gingri socken ligger nordost om Borås kring Viskan. Socknen är en odlingsbygd i norr och kuperad skogsbygd i söder.

## Fornlämningar
Lösfynd från stenåldern är funna. Från järnåldern finns ett gravfält, stensättningar och resta stenar.

## Namnet
Namnet skrevs 1292 Gingrini och kommer från kyrkbyn. Namnet tolkning är oviss, kan hänga samman med vin, 'betesmark, äng'.
Namnet skrevs före 26 juli 1907 även Gingrids socken.